# Swedish Open 2018 (Badminton)
Die Swedish Open 2018 im Badminton fanden vom 18. bis zum 21. Januar 2018 in Lund statt.

## Sieger und Platzierte
| Disziplin    | Gold                              | Silber                              | Bronze                             |
| ------------ | --------------------------------- | ----------------------------------- | ---------------------------------- |
| Herreneinzel | Siddharth Pratap Singh            | Mads Christophersen                 | Hermansah                          |
| Herreneinzel | Siddharth Pratap Singh            | Mads Christophersen                 | Arnaud Merklé                      |
| Dameneinzel  | Michelle Skødstrup                | Julie Dawall Jakobsen               | Marie Batomene                     |
| Dameneinzel  | Michelle Skødstrup                | Julie Dawall Jakobsen               | Gayle Mahulette                    |
| Herrendoppel | Oliver Leydon-Davis Lasse Mølhede | Martin Campbell Patrick MacHugh     | Andhika Anhar Tim Foo              |
| Herrendoppel | Oliver Leydon-Davis Lasse Mølhede | Martin Campbell Patrick MacHugh     | Adarsh Kumar Jagadish Yadav        |
| Damendoppel  | Emma Karlsson Johanna Magnusson   | Debora Jille Imke van der Aar       | Julie MacPherson Eleanor O’Donnell |
| Damendoppel  | Emma Karlsson Johanna Magnusson   | Debora Jille Imke van der Aar       | Émilie Lefel Anne Tran             |
| Mixed        | Thom Gicquel Delphine Delrue      | Kristoffer Knudsen Isabella Nielsen | Rohan Kapoor Kuhoo Garg            |
| Mixed        | Thom Gicquel Delphine Delrue      | Kristoffer Knudsen Isabella Nielsen | Søren Gravholt Alexandra Bøje      |